# 大臣と影の男
『大臣と影の男』（だいじんとかげのおとこ、L'exercice de l'État）は2011年のフランス・ベルギーのドラマ映画。
ピエール・ショレール監督の長編2作目の作品で、出演はオリヴィエ・グルメ、ミシェル・ブラン、ザブー・ブライトマンなど。
苛烈な権力闘争の中で、あらゆる事態が連鎖して絡み合う危機に臨む大臣とその秘書官の苦闘と矜恃を描いている。
2011年5月19日に第64回カンヌ国際映画祭で初上映され、同映画祭のFIPRESCI賞（ある視点）を受賞した他、第37回セザール賞では作品賞をはじめとする11部門でノミネートされ、オリジナル脚本賞、助演男優賞（ミシェル・ブラン）、音響賞を受賞している。
日本では劇場未公開だが、2013年2月8日にDVDが発売されている。

## ストーリー
運輸大臣のベルトランは、派閥に属さずに孤立した存在となっているが、有能なベテラン秘書官のジルや報道顧問のポーリーヌをはじめとする側近たちの支えにより、主義を曲げない硬骨漢として国民から支持されている。ところが、ベルトランがかねてより反対を公言していた国鉄民営化が国の赤字解消のために避けられないものとなると、ジルはベルトランに、方針を変えて運輸大臣として民営化の指揮を執るべきと現実的なアドバイスをする一方で、持論に反するとして秘書官を辞すると告げる。対応に苦慮する中、大統領に雇用連帯省への異動を命じられたベルトランは、民営化の指揮を執らずに済むことになり、ジルが辞職する必要がなくなったことを素直に喜ぶ。しかし、ベルトランを呼び出した大統領はベルトランに、民営化問題で失った政府の支持率を回復するために働くように言明するとともに、ジルの目の前でジルを秘書官から外すと告げる。ベルトランは大臣の座を得た代わりに親友でもあった長年のパートナーを失うことになった。

## キャスト
- ベルトラン: オリヴィエ・グルメ - 運輸大臣。
- ジル: ミシェル・ブラン - 秘書官。
- ポーリーヌ: ザブー・ブライトマン - 報道顧問。
- ヤン: ロラン・ストーケル（フランス語版） - ベルトランの側近の1人。

## 映画賞受賞・ノミネート
| 映画祭・賞             | 部門                | 候補                                                                 | 結果       |
| ---------------------- | ------------------- | -------------------------------------------------------------------- | ---------- |
| 第64回カンヌ国際映画祭 | FIPRESCI賞 ある視点 |                                                                      | 受賞       |
| 第37回セザール賞       | 作品賞              |                                                                      | ノミネート |
| 第37回セザール賞       | 監督賞              | ピエール・ショレール                                                 | ノミネート |
| 第37回セザール賞       | 主演男優賞          | オリヴィエ・グルメ                                                   | ノミネート |
| 第37回セザール賞       | 助演男優賞          | ミシェル・ブラン                                                     | 受賞       |
| 第37回セザール賞       | 助演女優賞          | ザブー・ブライトマン                                                 | ノミネート |
| 第37回セザール賞       | 撮影賞              | ジュリアン・イルシュ                                                 | ノミネート |
| 第37回セザール賞       | オリジナル脚本賞    | ピエール・ショレール                                                 | 受賞       |
| 第37回セザール賞       | 編集賞              | ロランス・ブリオー                                                   | ノミネート |
| 第37回セザール賞       | 音響賞              | オリヴィエ・エスペル ジュリー・ブレンタ ジャン＝ピエール・ラフォルス | 受賞       |
| 第37回セザール賞       | 作曲賞              | フィリップ・ショレール                                               | ノミネート |
| 第37回セザール賞       | 美術賞              | ジャン＝マルク・トラン・タン・バ                                     | ノミネート |